# Комсомолск (Ивановска област)
Вижте пояснителната страница за други значения на Комсомолск.
Комсомолск (на руски: Комсомольск) e град в Русия, административен център на Комсомолски район, Ивановска област. Населението на града към 1 януари 2018 е 8189 души.